# Diocesi di Breslavia (vetero-cattolica)
La diocesi di Breslavia è una delle tre diocesi della Chiesa polacco-cattolica.
La sua cattedrale è l'ex chiesa evangelica tardomedievale di Santa Maria Maddalena a Breslavia.

## Territorio
Il territorio diocesano comprende i voivodati di Grande Polonia, Bassa Slesia, Lubusz, Opole e Pomerania Occidentale.
La diocesi è attualmente divisa in tre decanati, a loro volta divisi in 22 parrocchie. Il numero dei fedeli ammonta a circa 4300 persone.

## Storia
Una prima parrocchia vetero-cattolica fu costituita a Breslavia poco dopo il Concilio Vaticano I, nel 1873. Il primo vescovo della Chiesa vetero-cattolica in Germania, Joseph Hubert Reinkens, era stato un professore di teologia presso l'Università di Breslavia.
Nel 1951, fu creata ufficialmente la Chiesa polacco-cattolica, scorporando le parrocchie polacche  facenti fino a quel momento capo alla missione polacca della Chiesa cattolica nazionale polacca, e questa nuova Chiesa fu in seguito divisa in tre diocesi.

## Presente
Poiché la Cattedra è attualmente vacante, la diocesi è guidata da un amministratore apostolico, il decano infulato Stanisław Bosy. Il vescovo emerito è Wiesław Skołucki.

## Vescovi e amministratori
- 1960 - 1963 - vicario  Józef Osmólski
- 1963 - 1965 - vescovo Julian Pękala
- 1966 - 1968 - vescovo Franciszek Koc
  - 1966 - 1968 - amministratore diocesano Walerian Kierzkowski
- 1971 - 1980 - vescovo Walerian Kierzkowski
- 1980 - 2004 - vescovo Wiesław Skołucki
  - 1987 - 2003 - vescovo Zygmunt Koralewski (ausiliare)
- dal 2004 - amministratore diocesano Stanisław Bosy (non vescovo)